# Fredegandus
Fredegandus is een heilige die vooral in het Belgische Deurne wordt vereerd.
Over deze heilige, die einde 7e eeuw zou hebben geleefd, is nauwelijks iets bekend. Hij zou de eerste abt van de benedictijnenabdij Quortolodora in Deurne zijn geweest, maar er zijn geen concrete aanwijzingen voor het bestaan van deze abdij, die al in 836 door de Vikingen zou zijn verwoest. Fredegandus werd pas voor het eerst genoemd in 12e-eeuws geschrift, namelijk dat van een zekere Theobald die kanunnik was te Lier, bij een beschrijving van het leven van Gummarus van Lier, die in 714 overleden zou zijn. Begin 16e eeuw heette het: Sint-Fredegandus was geboren in deze vrijheyt ende parochie van Thurnino (Deurne), ende was abt van dien cloestere, ende hij leefde zeere strengelijk, ende hij was zeer nerstich om dat heilige kersten geloven te vermeerderen.
In 1512 heerste de pest in Deurne. Men ontving een reliek van Fredegandus, afkomstig uit de Abdij van Sint-Bertinus te Sint-Omaars. Aanbidding van dit reliek zou tot gevolg hebben gehad dat de pest verdween. Een 16e-eeuws lofdicht luidde dan ook:
- Ghy zyt verbidder van pestilencien
- Soo anno vijfthien hondert twelve wel scheen
- Ghy deet u dienaers veel assistencien
- Die aen u riepen in sulck gheween
- Thantwerpen, te Deurne veel meer dan één

Aldus werd in 1597 ook de parochiekerk aan Fredegandus gewijd, als enige kerk. Het werd een centrum van processies en  bedevaarten ter ere van deze heilige. Later bleek het gebeente van deze heilige zich in Moustier-sur-Sambre te bevinden en ontving Deurne opnieuw een relikwie uit Moustier, in ruil voor een glas-in-loodraam. In 1952 werd het reliek in een nieuwe schrijn gevat.